# Hexaprotodon sivalensis
Hexaprotodon sivalensis — вид из семейства бегемотовых, принадлежащий к роду Hexaprotodon. В этот род могут включать карликового бегемота, либо нет, тогда он является вымершим. Hexaprotodon означает «шесть передних зубов», так как некоторые из ископаемых форм имеют три пары резцов
. Hexaprotodon sivalensis известен с плиоцена (2,588 миллионов лет назад), по плейстоцен — 0,012 миллионов лет назад. Ископаемые найдены в Индонезии, на Шри-Ланке, в Непале, Пакистане и Индии.